# Політ (операційна система)
Політ або Polit OS (також ОС Політ, Політ ОС) — вільна українська багатозадачна віконна графічна оболонка операційної системи DOS з українським інтерфейсом. Вихідний текст програми написано на мові Pascal з використанням Borland Pascal 7 і ліцензовано на умовах GNU GPL.

## Історія
29 травня 1999, було написано перші рядки тексту програми яка стане оболонкою «Політ».
Автор програми Іван Козак — український програміст, на той час ще студент КПІ, а пізніше студент КНУ за спеціальністю «Кібернетика».
6 січня 2001, до розробки долучився програміст "CyberHead", який написав перші програми для оболонки «Політ».
Влітку 2001, автор повністю переписав вихідний текст програми оболонки.
21 серпня 2002, Юра "YBX" Бенеш (Білорусь) створив порт «Польоту» з використанням Virtual Pascal.
Останню стабільну і тестову версії оболонки було випущена 30 серпня 2005.
За увесь час активної розробки долучилося щонайменше 5 програмістів з Києва, Харкова, Одеси та Білорусі.

## Особливості
«Політ» можна запустити з під DOS (MS-DOS, FreeDOS), Windows 95/98/M, а також в емуляторах DOS, наприклад в DOSBox чи DOSBox-X.

### Переваги
- Підтримка багатозадачності;
- Налаштовуваний інтерфейс з різними візуальними спецефектами[9], з можливістю зміни тем оформлення та шрифтів[10], зміни відображення елементів шляхом редагування конфігураційних INI файлів[11];
- Наявність вбудованих базових програми та ігор в основному дистрибутиві;
- Компактність розміру файлів;
- Низькі вимоги до апаратного забезпечення (драйвери VESA, мишки і драйвери до неї під DOS та 1-3 мегабайти на диску чи дискеті)[12];
- Вільна ліцензія для безкоштовного користування;
- Відкритий вихідний текст та наявність посібника розробника[13];
- Підтримка кодувань тексту КОІ-8, DOS (CP886), Win1251.
- Наявність клавіатурних розкладок та підтримка введення тексту українською, англійською, білоруською та російською мовами.

### Недоліки
- Відсутність можливості запускати інші програми DOS, окрім власних програм і програм написаних спеціально для «Політ»;
- Погана підтримка апаратного забезпечення через брак драйверів;
- Обмежений набір програм (але кожен користувач може створювати власні програми).

## Програми

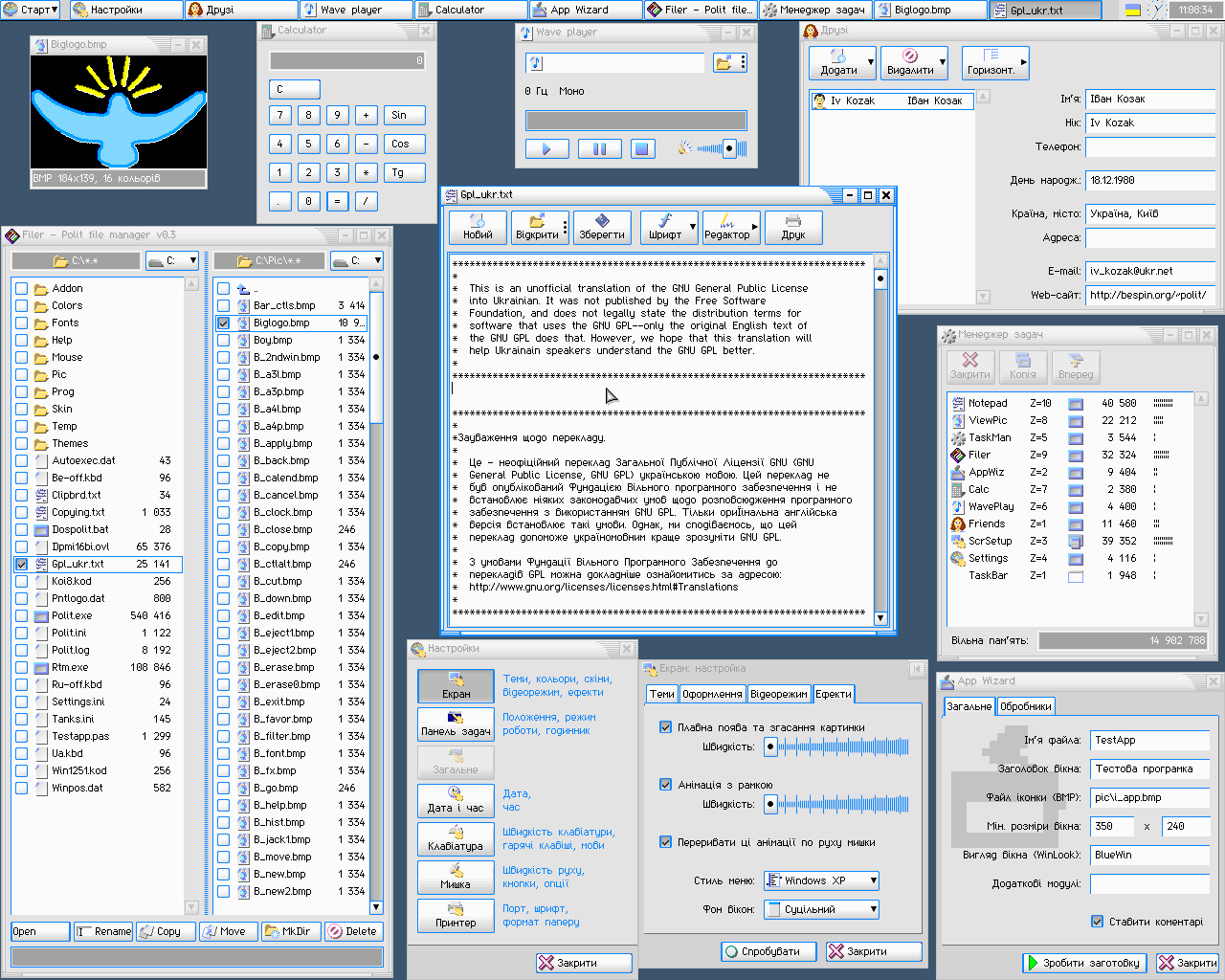
Знімок екрану оболонки «Політ» та відкритих вікон вбудованих програм

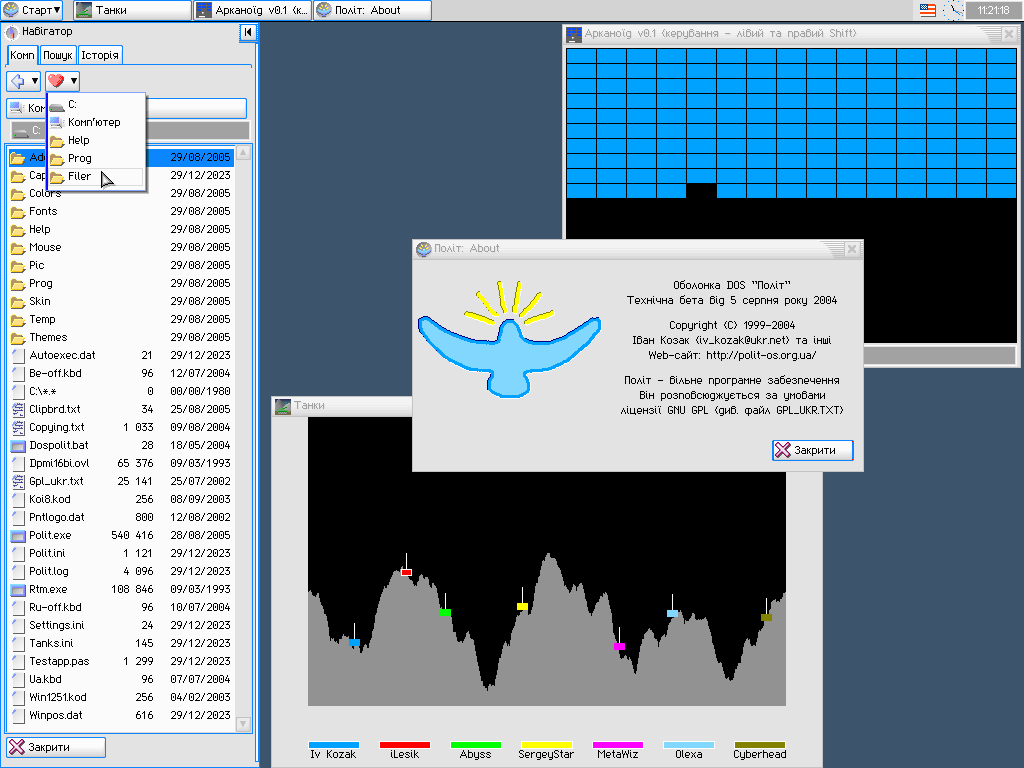
Знімок екрану оболонки «Політ» та відкритих вікон вбудованих ігор

### Вбудовані
- «Filer» — файловий менеджер, подібний до Провідника Windows;
- «WavePlay» — аудіопрогравач файлів WAV;
- «Друзі» — книга контактів або адресна книга, подібна до Адресної книги Windows;
- «Навігаційна панель» — бічна панель швидкого доступу до файлів і дисків;
- «Записник» — текстовий редактор, аналог Блокнота Windows;
- «Калькулятор» — простий арифметичний калькулятор, аналог Калькулятора у Windows, з додатковими функціями обчислення синусу, косинусу та тангенсу кутів значення яких подається у градусах;
- «Майстер програм» — генератор шаблонів нових програм у вигляді файлів Pascal (.pas), допоміжна утиліта корисна для бажаючих створювати власні програми для оболонки «Політ»[13];
- «Менеджер задач» — програма для моніторингу та керування процесами, аналог Диспетчера завдань Windows;
- «Знімок екран» — програма для створення знімків екрану, з гарячою клавішею F9;
- «Настройки» — програма налаштування операційної системи та її зовнішнього вигляду;
- «Панель задач» — містить кнопку меню «Старт», аналог меню «Пуск» Windows, а також панель індикаторів на якій містяться індикатор поточної розкладки клавіатури, аналоговий та цифровий годинники (при наведенні курсора на годинники відображається також поточна дата);
- «Підручник» — переглядач файлів довідки у форматі HTML;
- «Заставка» — анімована екранна заставка;
- «Арканоїд» — спрощена імплементація гри Arkanoid[en];
- «Танки» — вільна імплементація класичної гри Tank Wars або Scorched Earth.

### Додаткові
- «Політ Паскаль» — інтерпретатор (IDE) об'єктної мови програмування схожої на Pascal[14];
- «Сапер» — вільна імплементація класичної гри Сапер[14].

## Цікаві факти
- Оболонку «Політ» називали першою українською операційною системою через що вона за умовчанням мала українську локалізацію та імітувала операційні системи Windows 3.1, Windows 95 та Windows XP.
- Сторонніми розробниками створено вільну програму «Політ Паскаль» та вільну гру «Сапер»[14].
- 15 січня 2002, автора програми запросили на телепрограму «Зона ночі online» на Новому каналі, щоб поговорити про «Політ»[8].
- 4 липня 2002, Київська агенція Caesar безкоштовно надала офіційному сайту хостинг і адресу polit-os.org.ua.